# 2007年の映画
2007年の映画（2007ねんのえいが）では、2007年（平成19年）の映画分野の動向についてまとめる。
2006年の映画 - 2007年の映画 - 2008年の映画

## できごと

### 世界
- 3月6日 - 米国映画協会2006年の全世界映画興行収入が258億2000万ドル（前年比11%増）を突破し、過去最高を記録したと発表[1]。
- 3月12日 - 東宝会長・松岡功、米・ラスベガスで開催された「ショーウエスト2007」（全世界映画興行者の祭典）で日本興行界での功績が高く評価され、史上2人目のInternational Lifetime Achievement Award（生涯功労賞に相当）受賞[1]。
- 5月27日 - 第60回カンヌ国際映画祭で『殯の森（）』（河瀨直美監督）がグランプリ（審査員特別賞）受賞[1]。
- 8月28日 - 米俳優・歌手のナンシー梅木死去[2]。
- 11月5日 - アメリカ脚本家組合がストライキに入り、映画・テレビ界に大きな影響を及ぼした[要追加記述]。2008年2月12日に正式に終了した。

### 日本
- 1月
  - 2006年度全国映画館数3062（うちシネコン2230スクリーン、前年比136増）[1][3]。36年ぶりにスクリーン数3000を回復、入場人員1億6458万人（前年比102.6%）、興行収入2029億3400万円（前年比102.4%）[1][3]。邦画・洋画の市場構成比が21年ぶりに逆転し、邦画が優位に、また、33年ぶりに邦画の製作本数が400本を突破する[1]。
  - 東宝、平成18年度（1-12月）の映画営業部門の年間興収587億7700万円で歴代新記録達成[1]。TOHOシネマズの興行収入294億9500万円（直営270スクリーン）、東宝グループ興行会社合計(502スクリーン) 452億700万円[1]。
  - 1月20日 - TOHOシネマズが創立10周年行事として、『不都合な真実』（デイビス・グッゲンハイム監督）をグリーン電力で上映[1]。
- 2月
  - 2月6日 - 情報プレス代表・竹入栄二郎死去[1]。
  - 2月8日 - 東京・新宿スカラ座1･2･3閉館[1]。
  - 2月9日 - ティ・ジョイ（東映）とTOHOシネマズの共同経営劇場、新宿バルト9が都内ターミナル地区では初のシネコンとして新宿三丁目に開場[1]。
  - 2月22日
    - 第1回「TOHOシネマズ学生映画祭@南大沢」開催[1]。
    - 民間支援者による、ゆうばり応援映画祭開幕[1]。

  - 2月28日 - 三和興行を東宝の完全子会社とする株式交換実施[1]。
- 3月
  - 3月1日
    - 角川ヘラルド映画が「角川映画」と改称[1]。角川歴彦が会長、井上泰一が社長、黒井和男が相談役に就任[1]。
    - TOHOシネマズが渋谷文化劇場を吸収合併[1]。存続会社はTOHOシネマズ、渋谷文化劇場は解散[1]。

  - 3月6日 - 愛知県名古屋市、ミッドランドスクエア開業[1]。ミッドランドスクエアシネマ開場[1]。
  - 3月27日 - 俳優・植木等死去[1]。
- 4月
  - 4月2日
    - 東宝、黒澤明8作品の廉価版DVD販売するコスモ・コンテンツを著作権侵害で東京地裁に提訴、販売差止めを求める[1]。9月14日、東京地裁一審判決、被告側にDVDの製造・販売等の差止めを命じ、東宝全面勝訴[1]。
    - JSATがスカイパーフェクトコミュニケーションズと経営統合[1]。共同持株会社スカパーJSAT設立[1]。

  - 4月20日 - 米メジャースタジオ作品の金曜初日、20世紀フォックス配給『ロッキー・ザ・ファイナル』（主演・監督シルヴェスター・スタローン）から再導入[1]。洋画配給他社も追随[1]。
  - 4月21日 - 映画化15周年、シリーズ15作目、『クレヨンしんちゃん 嵐を呼ぶ 歌うケツだけ爆弾!』（ムトウユージ監督）公開[2][4]。
  - 4月24日 - 『映画ドラえもん のび太の恐竜2006』（渡辺歩監督）が、日本アニメとしては初めて中国国内で本年7月に劇場公開されることが決定[1]。
- 5月
  - 5月1日 - 博報堂DYメディアパートナーズが東芝エンタテインメントの全株式を取得し、完全子会社化[1]。6月1日、ショウゲートに改称[1]。
  - 5月15日 - 伊丹十三記念館が愛媛県松山市にオープン[1]。
  - 5月23日 - 監督・熊井啓死去[1]。
- 6月
  - 6月18日 - UIP映画が本年度秋からのユニバーサル映画作品の東宝東和委託配給、来年度からのパラマウント映画作品の同社自社配給決定にともない、社員に日本支社年内閉鎖を通達[2]。
  - 6月28日 - 東映、定時株主総会で買収防衛策導入を決定[2]。
  - 6月29日 - 『ダイ・ハード4.0』（レン・ワイズマン監督）公開、シリーズ12年ぶりの最新作ヒット[2][5]。
- 7月
  - 7月1日
    - 著作権法一部改正、罰則強化[2]。
    - ブエナビスタ インターナショナルジャパン(BV)が「ウォルト・ディズニー・スタジオ・モーション・ピクチャーズジャパン」（WDS）と改称[2]。

  - 7月14日 - 劇場版「ポケットモンスター」シリーズ10周年記念作品、『劇場版ポケットモンスター ダイヤモンド&パール ディアルガVSパルキアVSダークライ』（湯山邦彦監督）公開、大ヒット[2][6]。22日、シリーズ10作目で通算観客動員4000万人を突破[2]。
  - 7月31日 - 京都、劇場看板製作・タケマツ画房廃業[2][7]。
- 8月
  - 8月1日
    - 映連会員4社の製作配給作品を網羅したオフィシャルデータベース公開[2]。
    - 松竹、神奈川メディアセンターを完全子会社化し、「松竹デジタルセンター」と改称[2]。

  - 8月9日 - 東京世田谷区・東宝スタジオ、オフィス・センターが竣工し、メインゲート（正門）も完成[2]。北側壁に高さ13mの『七人の侍』の巨大壁画、オフィスセンター前に2mのゴジラのブロンズ像が登場[2]。
  - 8月29日 - チャップリン9作品格安DVD販売の著作権をめぐる裁判で、東京地裁がDVD製造2社に販売中止と損害賠償の支払いを命じる[2]。
  - 8月30日 - 映画の盗撮の防止に関する法律施行[2]。
- 9月
  - 9月1日 - パラマウント・ホーム・エンタテインメント・ジャパンが「パラマウント・ジャパン」（PAR）と改称[2]。
  - 9月8日 - 『HERO』（鈴木雅之監督）公開、大ヒット[2][8]。
  - 9月14日 - TOHOシネマズがヴァージン・シネマズから数えて創立10周年を記念し、毎月14日 (トウ・フォー)を「TOHO CINEMAS DAY」 として入場料金1000円の割引イベント実施[2]。
  - 9月24日 - 大阪・三番街シネマ1・2・3閉館、32年5か月の歴史で上映作品1385本、入場人員2407万1000人、興行収入323億4200万円[9]。
- 10月
  - 10月1日 - 大阪・TOHOシネマズ梅田リニューアルオープン（ナビオ TOHOプレックスから改称）[10]。また、従来のOS劇場・OS名画座を統合し、TOHOシネマズ梅田アネックスと改称[10]。
  - 10月12日 - 有楽町イトシア開業[2]。13日、シネカノン有楽町2丁目開場[2]。
  - 10月18日 - 映像制作大手ティー・ワイ・オーが円谷エンタープライズを買収、円谷プロを子会社化[2]。
  - 10月20日 - 第20回東京国際映画祭開催[2]。映画祭のほか都内各所で「TIFF.COM (マーケット)」、「秋葉原エン夕まつり」などさまざまな催しが行われ、動員34万8521人で過去最高記録を更新[2]。
  - 10月29日 - 映画監督・谷口千吉死去[2]。11月27日、東宝スタジオで「偲ぶ会」開催[2]。
- 11月
  - 11月1日 - 米エンターテイメント雑誌の日本語版ヴァラエティ・ジャパンがオンライン･ウェブサイトとして日本での業務開始[2]。
  - 11月7日 - USEN関連会社のフットノートが2008年1月1日付でキネマ旬報社への吸収合併を決議[2]。
  - 11月9日 - 東京足立区・TOHOシネマズ西新井開場[10][11][注 1]。
  - 11月10日 - 東宝東和のユニバーサル映画配給第1弾、『ボーン・アルティメイタム』（ポール・グリーングラス監督）公開[10]。
- 12月
  - 12月7日 - 日本映像ソフト協会がVHSからDVDへの主要な転換がほぼ完了したと発表[2]。
  - 12月10日 - エイベックス・エンタテインメントが新映画会社「ピックス」設立[2][12]。
  - 12月20日 - T・ジョイ、UC、WM、東急のシネコン4社が興行市場の拡大、デジタルシネマ化推進を目的に提携を発表[2]。
  - 12月31日 - UIP日本支社閉鎖、国内配給業務終了[2]。前身のCIC時代から洋画メジャー配給として多大な功績を残し、37年の歴史に幕[2]。

## 周年
- 創立75周年
  - 東宝

## 日本の映画興行
- 入場料金（大人）
  - 1,800円[13] - 一般入場料金は16年間据え置かれている[14]。
  - 1,800円（統計局『小売物価統計調査（動向編） 調査結果』[15] 銘柄符号 9341「映画観覧料」）[16]
- 入場者数 1億6319万人[3]
- 興行収入 1984億4300万円[3]

| 配給会社 | 番組数 | 年間興行収入  | 概要                     |
| 配給会社 | 番組数 | 前年対比      | 概要                     |
| -------- | ------ | ------------- | ------------------------ |
| 松竹     | 38     | 156億7092万円 |                          |
| 松竹     | 38     | 115.5%        |                          |
| 東宝     | 25     | 595億1067万円 | 東宝年間興行収入の新記録 |
| 東宝     | 25     | 101.2%        | 東宝年間興行収入の新記録 |
| 東映     | 17     | 85億2444万円  |                          |
| 東映     | 17     | 64.0%         |                          |

出典:「2007年 日本映画・外国映画 業界総決算 経営/製作/配給/興行のすべて」『キネマ旬報』2008年（平成20年）2月下旬号、キネマ旬報社、2008年、164 - 165頁。

## 各国ランキング

### 日本興行収入ランキング
| 順位 | 題名                                                                          | 製作国                            | 配給                 | 興行収入  |
| ---- | ----------------------------------------------------------------------------- | --------------------------------- | -------------------- | --------- |
| 1    | パイレーツ・オブ・カリビアン/ワールド・エンド                                 | アメリカ合衆国の旗                | ディズニー           | 109.0億円 |
| 2    | ハリー・ポッターと不死鳥の騎士団                                              | アメリカ合衆国の旗 · イギリスの旗 | ワーナー・ブラザース | 094.0億円 |
| 3    | HERO                                                                          | 日本の旗                          | 東宝                 | 081.5億円 |
| 4    | スパイダーマン3                                                               | アメリカ合衆国の旗                | ソニー               | 071.2億円 |
| 5    | 硫黄島からの手紙                                                              | アメリカ合衆国の旗                | ワーナー・ブラザース | 051.0億円 |
| 6    | 劇場版ポケットモンスター ダイヤモンド&パール ディアルガVSパルキアVSダークライ | 日本の旗                          | 東宝                 | 050.2億円 |
| 7    | ALWAYS 続・三丁目の夕日                                                       | 日本の旗                          | 東宝                 | 045.6億円 |
| 8    | 西遊記                                                                        | 日本の旗                          | 東宝                 | 043.7億円 |
| 9    | 武士の一分                                                                    | 日本の旗                          | 松竹                 | 041.1億円 |
| 10   | トランスフォーマー                                                            | アメリカ合衆国の旗                | UIP                  | 040.1億円 |

出典:2007年興行収入10億円以上番組 (PDF)  - 日本映画製作者連盟

### 全世界興行収入ランキング
| 順位 | 題名                                          | スタジオ             | 全世界       |
| ---- | --------------------------------------------- | -------------------- | ------------ |
| 1    | パイレーツ・オブ・カリビアン/ワールド・エンド | ディズニー           | $963,420,425 |
| 2    | ハリー・ポッターと不死鳥の騎士団              | ワーナー・ブラザース | $939,885,929 |
| 3    | スパイダーマン3                               | ソニー               | $890,871,626 |
| 4    | シュレック3                                   | ドリームワークス     | $798,958,162 |
| 5    | トランスフォーマー                            | パラマウント         | $709,709,780 |
| 6    | レミーのおいしいレストラン                    | ディズニー/ピクサー  | $623,722,818 |
| 7    | アイ・アム・レジェンド                        | ワーナー・ブラザース | $585,349,010 |
| 8    | ザ・シンプソンズ MOVIE                        | FOX                  | $527,071,022 |
| 9    | ナショナル・トレジャー リンカーン暗殺者の日記 | ディズニー           | $457,364,600 |
| 10   | 300 〈スリーハンドレッド〉                    | ワーナー・ブラザース | $456,068,181 |

出典:“2007 Worldwide Box Office Results”.  Box Office Mojo. 2015年12月10日閲覧。

### 北米興行収入ランキング
| 順位 | 題名                                          | スタジオ             | 北米         |
| ---- | --------------------------------------------- | -------------------- | ------------ |
| 1    | スパイダーマン3                               | ソニー               | $336,530,303 |
| 2    | シュレック3                                   | ドリームワークス     | $322,719,944 |
| 3    | トランスフォーマー                            | パラマウント         | $319,246,193 |
| 4    | パイレーツ・オブ・カリビアン/ワールド・エンド | ディズニー           | $309,420,425 |
| 5    | ハリー・ポッターと不死鳥の騎士団              | ワーナー・ブラザース | $292,004,738 |
| 6    | アイ・アム・レジェンド                        | ワーナー・ブラザース | $256,393,010 |
| 7    | ボーン・アルティメイタム                      | ユニバーサル映画     | $227,471,070 |
| 8    | ナショナル・トレジャー リンカーン暗殺者の日記 | ディズニー           | $219,964,115 |
| 9    | アルビン/歌うシマリス3兄弟                    | FOX                  | $217,326,974 |
| 10   | 300 〈スリーハンドレッド〉                    | ワーナー・ブラザース | $210,614,939 |

出典:“2007 Domestic Yearly Box Office Results”.  Box Office Mojo. 2015年12月10日閲覧。

### イギリス興行収入ランキング
1. ハリー・ポッターと不死鳥の騎士団
2. パイレーツ・オブ・カリビアン/ワールド・エンド
3. ザ・シンプソンズ MOVIE
4. シュレック3
5. スパイダーマン3
6. ライラの冒険 黄金の羅針盤
7. アイ・アム・レジェンド
8. レミーのおいしいレストラン
9. ボーン・アルティメイタム
10. トランスフォーマー

出典:“2007 United Kingdom Yearly Box Office Results”.  Box Office Mojo. 2015年12月10日閲覧。

### オーストラリア興行収入ランキング
1. ハリー・ポッターと不死鳥の騎士団
2. パイレーツ・オブ・カリビアン/ワールド・エンド
3. シュレック3
4. ザ・シンプソンズ MOVIE
5. トランスフォーマー
6. スパイダーマン3
7. ボーン・アルティメイタム
8. ハウエルズ家のちょっとおかしなお葬式
9. ヘアスプレー
10. 団塊ボーイズ

出典:“2007 Australia Yearly Box Office Results”.  Box Office Mojo. 2015年12月11日閲覧。

## 日本公開作品
2007年の日本公開映画も参照。

## 受賞
- 第80回アカデミー賞
  - 作品賞 - 『ノーカントリー』
  - 監督賞 - コーエン兄弟（『ノーカントリー』）
  - 主演男優賞 - ダニエル・デイ＝ルイス(『ゼア・ウィル・ビー・ブラッド』)
  - 主演女優賞 - マリオン・コティヤール（『エディット・ピアフ〜愛の讃歌〜』）
  - 助演男優賞 - ハビエル・バルデム（『ノーカントリー』）
  - 助演女優賞 - ティルダ・スウィントン（『フィクサー』）

- 第65回ゴールデングローブ賞
  - 作品賞 (ドラマ部門) - つぐない
  - 主演女優賞 (ドラマ部門) - ダニエル・デイ＝ルイス（ゼア・ウィル・ビー・ブラッド）
  - 主演男優賞 (ドラマ部門) - ジュリー・クリスティ（アウェイ・フロム・ハー君を想う）
  - 作品賞 (ミュージカル・コメディ部門) - スウィーニー・トッド フリート街の悪魔の理髪師
  - 主演女優賞 (ミュージカル・コメディ部門) - マリオン・コティヤール（エディット・ピアフ〜愛の讃歌〜）
  - 主演男優賞 (ミュージカル・コメディ部門) - ジョニー・デップ（スウィーニー・トッド フリート街の悪魔の理髪師）
  - 外国語映画賞 - 潜水服は蝶の夢を見る 
  - 監督賞 - ジュリアン・シュナーベル（潜水服は蝶の夢を見る）

- 第73回ニューヨーク映画批評家協会賞
  - 作品賞 - 『ノーカントリー』

- 第60回カンヌ国際映画祭
  - パルム・ドール - 『4ヶ月、3週と2日』
  - 審査員賞 - 『ペルセポリス』、『静かな光』
  - 監督賞 - ジュリアン・シュナーベル（『潜水服は蝶の夢を見る』）
  - 男優賞 - コンスタンチン・ラヴロネンコ（『Izgnanie』）
  - 女優賞 - チョン・ドヨン（『シークレット・サンシャイン』）
  - 脚本賞 - ファティ・アキン（『そして、私たちは愛に帰る』）

- 第64回ヴェネツィア国際映画祭
  - 金獅子賞 - 『ラスト、コーション』
  - 銀獅子賞（監督賞）：ブライアン・デ・パルマ（『Redacted』）
  - 男優賞：ブラッド・ピット（『ジェシー・ジェームズの暗殺』）
  - 女優賞：ケイト・ブランシェット（『アイム・ノット・ゼア』）

- 第57回ベルリン国際映画祭
  - 金熊賞 - 『トゥヤーの結婚』
  - 監督賞：ジョセフ・シダー（『ボーフォート -レバノンからの撤退-』）
  - 男優賞：フリオ・チャベス（『The Other』）
  - 女優賞：ニーナ・ホス（『Yella』）

- 第31回日本アカデミー賞
  - 最優秀作品賞 - 『東京タワー オカンとボクと、時々、オトン』
  - 最優秀監督賞 - 松岡錠司（『東京タワー オカンとボクと、時々、オトン）
  - 最優秀主演男優賞 - 吉岡秀隆（『ALWAYS 続・三丁目の夕日』）
  - 最優秀主演女優賞 - 樹木希林(『東京タワー オカンとボクと、時々、オトン』)

- 第50回ブルーリボン賞
  - 作品賞 - 『キサラギ』
  - 主演男優賞 - 加瀬亮（『それでもボクはやってない』）
  - 主演女優賞 - 麻生久美子（『夕凪の街 桜の国』）
  - 監督賞 - 周防正行（『それでもボクはやってない』）

- 第81回キネマ旬報ベスト・テン
  - 外国映画第1位 - 『長江哀歌』
  - 日本映画第1位 -  『それでもボクはやってない』

- 第62回毎日映画コンクール
  - 日本映画大賞 - 『それでもボクはやってない』

## 死去
| 日付 | 日付     | 名前                               | 国籍                              | 年齢 | 職業                         |
| 1月  | 1日      | A・I・ベゼリデス                   | アメリカ合衆国の旗                | 98   | 脚本家                       |
| 1月  | 8日      | イヴォンヌ・デ・カーロ             | アメリカ合衆国の旗                | 84   | 女優                         |
| 1月  | 8日      | イワオ・タカモト                   | アメリカ合衆国の旗                | 81   | 監督                         |
| 1月  | 10日     | カルロ・ポンティ                   | イタリアの旗                      | 94   | 映画プロデューサー           |
| 1月  | 10日     | 曹達華（チョウ・ダーワー）         | 香港の旗                          | 91   | 俳優                         |
| 1月  | 19日     | デニー・ドーハティ                 | アメリカ合衆国の旗                | 66   | シンガーソングライター・俳優 |
| 1月  | 20日     | 谷口香                             | 日本の旗                          | 73   | 女優                         |
| 1月  | 24日     | クリスティーナ・フェルドマン       | ポーランドの旗                    | 86   | 女優                         |
| 1月  | 28日     | 許瑋倫（ベアトリーチェ・シュウ）   | 中華民国の旗                      | 28   | 女優                         |
| 1月  | 30日     | シドニー・シェルダン               | アメリカ合衆国の旗                | 89   | 作家・脚本家                 |
| 2月  | 4日      | バーバラ・マクネア                 | アメリカ合衆国の旗                | 72   | 女優                         |
| 2月  | 6日      | フランキー・レイン                 | アメリカ合衆国の旗                | 93   | 歌手                         |
| 2月  | 8日      | アンナ・ニコル・スミス             | アメリカ合衆国の旗                | 39   | 女優                         |
| 2月  | 9日      | イアン・リチャードソン             | イギリスの旗 · スコットランドの旗 | 72   | 俳優                         |
| 2月  | 10日     | チョン・ダビン                     | 大韓民国の旗                      | 26   | 女優                         |
| 2月  | 15日     | レイ・エバンズ                     | アメリカ合衆国の旗                | 92   | 作詞家                       |
| 2月  | 19日     | ジャネット・ブレア                 | アメリカ合衆国の旗                | 85   | 女優                         |
| 2月  | 22日     | フォンス・ラデメーカーズ           | オランダの旗                      | 86   | 監督                         |
| 2月  | 22日     | ロータル＝ギュンター・ブーフハイム | ドイツの旗                        | 89   | 作家                         |
| 2月  | 24日     | ブルース・ベネット                 | アメリカ合衆国の旗                | 100  | 俳優                         |
| 2月  | 26日     | 高松英郎                           | 日本の旗                          | 77   | 俳優                         |
| 3月  | 8日      | 小林恭治                           | 日本の旗                          | 75   | 声優                         |
| 3月  | 11日     | ベティ・ハットン                   | アメリカ合衆国の旗                | 86   | 女優                         |
| 3月  | 14日     | 鈴木ヒロミツ                       | 日本の旗                          | 60   | 俳優                         |
| 3月  | 15日     | スチュアート・ローゼンバーグ       | アメリカ合衆国の旗                | 79   | 映画監督                     |
| 3月  | 17日     | 船越英二                           | 日本の旗                          | 84   | 俳優                         |
| 3月  | 17日     | フレディ・フランシス               | イギリスの旗                      | 89   | 撮影監督・映画監督           |
| 3月  | 26日     | ミハイル・ウリヤーノフ             | ロシアの旗                        | 79   | 俳優                         |
| 3月  | 27日     | 植木等                             | 日本の旗                          | 80   | 俳優                         |
| 3月  | 日付不明 | 桂木洋子                           | 日本の旗                          | 76   | 女優                         |
| 4月  | 4日      | ボブ・クラーク                     | アメリカ合衆国の旗                | 65   | 映画監督                     |
| 4月  | 5日      | 村上冬樹                           | 日本の旗                          | 95   | 俳優                         |
| 4月  | 6日      | ルイジ・コメンチーニ               | イタリアの旗                      | 90   | 監督                         |
| 4月  | 7日      | バリー・ネルソン                   | アメリカ合衆国の旗                | 89   | 俳優                         |
| 4月  | 11日     | ロスコー・リー・ブラウン           | アメリカ合衆国の旗                | 81   | 俳優                         |
| 4月  | 19日     | ジャン＝ピエール・カッセル         | フランスの旗                      | 74   | 俳優                         |
| 4月  | 27日     | 加藤善博                           | 日本の旗                          | 48   | 俳優                         |
| 4月  | 30日     | ゴードン・スコット                 | アメリカ合衆国の旗                | 79   | 俳優                         |
| 5月  | 6日      | 北村和夫                           | 日本の旗                          | 80   | 俳優                         |
| 5月  | 6日      | 池宮彰一郎                         | 日本の旗                          | 83   | 作家・脚本家                 |
| 5月  | 11日     | バーナード・ゴードン               | アメリカ合衆国の旗                | 88   | 脚本家                       |
| 5月  | 15日     | ヨランダ・キング                   | アメリカ合衆国の旗                | 51   | 女優                         |
| 5月  | 17日     | 塩沢とき                           | 日本の旗                          | 79   | 女優                         |
| 5月  | 22日     | アート・スティーヴンズ             | アメリカ合衆国の旗                | 92   | アニメーター・映画監督       |
| 5月  | 23日     | 熊井啓                             | 日本の旗                          | 76   | 映画監督                     |
| 5月  | 23日     | 村越伊知郎                         | 日本の旗                          | 76   | 声優                         |
| 5月  | 27日     | 坂井泉水                           | 日本の旗                          | 40   | 歌手                         |
| 5月  | 30日     | ジャン＝クロード・ブリアリ         | フランスの旗                      | 74   | 俳優                         |
| 6月  | 1日      | 石立鉄男                           | 日本の旗                          | 64   | 俳優                         |
| 6月  | 2日      | 羽田健太郎                         | 日本の旗                          | 58   | 作曲家                       |
| 6月  | 8日      | 観世栄夫                           | 日本の旗                          | 79   | 能楽師・俳優                 |
| 6月  | 9日      | センベーヌ・ウスマン               | セネガルの旗                      | 84   | 映画監督・作家               |
| 6月  | 9日      | ルドルフ・アルンハイム             | ドイツの旗                        | 102  | 美学者・映画評論家           |
| 6月  | 14日     | アレックス・トムソン               | イギリスの旗                      | 78   | 撮影監督                     |
| 6月  | 25日     | 谷幹一                             | 日本の旗                          | 74   | 俳優・コメディアン           |
| 6月  | 28日     | 中江真司                           | 日本の旗                          | 72   | 声優・ナレーター             |
| 6月  | 30日     | エドワード・ヤン                   | 中華民国の旗                      | 59   | 監督                         |
| 6月  | 30日     | ジョエル・シーゲル                 | アメリカ合衆国の旗                | 63   | 批評家                       |
| 7月  | 8日      | ジェリー伊藤                       | 日本の旗                          | 79   | 俳優                         |
| 7月  | 9日      | チャールズ・レイン                 | アメリカ合衆国の旗                | 102  | 俳優                         |
| 7月  | 22日     | ウルリッヒ・ミューエ               | ドイツの旗                        | 54   | 俳優                         |
| 7月  | 22日     | ラズロ・コヴァックス               | アメリカ合衆国の旗                | 74   | 撮影監督                     |
| 7月  | 23日     | ジョージ・タボリ                   | ハンガリーの旗                    | 93   | 作家・映画監督               |
| 7月  | 29日     | ミシェル・セロー                   | フランスの旗                      | 79   | 俳優                         |
| 7月  | 30日     | イングマール・ベルイマン           | スウェーデンの旗                  | 89   | 監督                         |
| 7月  | 30日     | ミケランジェロ・アントニオーニ     | イタリアの旗                      | 94   | 監督                         |
| 7月  | 31日     | 斎藤良輔                           | 日本の旗                          | 96   | 脚本家                       |
| 8月  | 1日      | 阿久悠                             | 日本の旗                          | 70   | 作詞家                       |
| 8月  | 3日      | ジョン・ガードナー                 | イギリスの旗                      | 80   | 作家                         |
| 8月  | 6日      | 松村禎三                           | 日本の旗                          | 78   | 作曲家                       |
| 8月  | 8日      | メルヴィル・シェイヴェルソン       | 日本の旗                          | 90   | 脚本家                       |
| 8月  | 9日      | ウルリヒ・プレンツドルフ           | ドイツの旗                        | 72   | 小説家・脚本家               |
| 8月  | 12日     | マーヴ・グリフィン                 | アメリカ合衆国の旗                | 82   | TV司会者・歌手               |
| 8月  | 12日     | 坪島孝                             | 日本の旗                          | 79   | 映画監督                     |
| 8月  | 14日     | 山口小夜子                         | 日本の旗                          | 57   | モデル・女優                 |
| 8月  | 19日     | 南風洋子                           | 日本の旗                          | 77   | 女優                         |
| 8月  | 22日     | 山村謙一                           | 日本の旗                          | 86   | 映画評論家                   |
| 8月  | 23日     | 西村寿行                           | 日本の旗                          | 76   | 作家                         |
| 8月  | 28日     | ナンシー梅木                       | アメリカ合衆国の旗 · 日本の旗     | 78   | 女優                         |
| 9月  | 4日      | 佐藤真                             | 日本の旗                          | 49   | 映画監督                     |
| 9月  | 10日     | ジェーン・ワイマン                 | アメリカ合衆国の旗                | 90   | 女優                         |
| 9月  | 17日     | 犬塚稔                             | 日本の旗                          | 106  | 脚本家・映画監督             |
| 9月  | 21日     | アリス・ゴーストリー               | アメリカ合衆国の旗                | 81   | 女優                         |
| 9月  | 22日     | マルセル・マルソー                 | フランスの旗                      | 84   | パントマイム役者             |
| 9月  | 24日     | 逢坂浩司                           | 日本の旗                          | 44   | アニメーター                 |
| 9月  | 28日     | チャールズ・B・グリフィス          | アメリカ合衆国の旗                | 77   | 脚本家                       |
| 9月  | 29日     | ロイス・マクスウェル               | アメリカ合衆国の旗                | 80   | 女優                         |
| 10月 | 2日      | 北村弘一                           | 日本の旗                          | 75   | 声優                         |
| 10月 | 9日      | 打海文三                           | 日本の旗                          | 59   | 記録映画監督                 |
| 10月 | 15日     | 山田真二                           | 日本の旗                          | 70   | 俳優・歌手                   |
| 10月 | 16日     | デボラ・カー                       | イギリスの旗                      | 86   | 女優                         |
| 10月 | 17日     | ジョーイ・ビショップ               | アメリカ合衆国の旗                | 89   | 俳優                         |
| 10月 | 29日     | 谷口千吉                           | 日本の旗                          | 95   | 監督                         |
| 10月 | 30日     | ロバート・グーレ                   | アメリカ合衆国の旗                | 73   | 俳優・歌手                   |
| 11月 | 4日      | ピーター・ヴィアテル               | ドイツの旗                        | 86   | 作家・脚本家                 |
| 11月 | 10日     | ラレイン・デイ                     | アメリカ合衆国の旗                | 87   | 女優                         |
| 11月 | 10日     | ノーマン・メイラー                 | アメリカ合衆国の旗                | 84   | 作家                         |
| 11月 | 11日     | デルバート・マン                   | アメリカ合衆国の旗                | 87   | 監督                         |
| 11月 | 11日     | 草薙幸二郎                         | 日本の旗                          | 78   | 俳優                         |
| 11月 | 12日     | アイラ・レヴィン                   | アメリカ合衆国の旗                | 78   | 作家                         |
| 11月 | 13日     | モンティ・ウエストモア             | アメリカ合衆国の旗                | 84   | メイクアップ・アーティスト   |
| 11月 | 14日     | マイケル・ブロジェット             | アメリカ合衆国の旗                | 67   | 俳優・脚本家                 |
| 11月 | 21日     | フェルナンド・フェルナン・ゴメス   | スペインの旗                      | 86   | 俳優・監督                   |
| 11月 | 21日     | 金子正且                           | 日本の旗                          | 89   | 映画プロデューサー           |
| 11月 | 22日     | モーリス・ベジャール               | フランスの旗                      | 80   | 振付師                       |
| 12月 | 2日      | エレオノーラ・ロッシ・ドラゴ       | イタリアの旗                      | 82   | 女優                         |
| 12月 | 11日     | エドワード・ハンセン               | アメリカ合衆国の旗                | 82   | プロデューサー               |
| 12月 | 11日     | フレディ・フィールズ               | アメリカ合衆国の旗                | 84   | プロデューサー               |
| 12月 | 13日     | フロイド・ウェスターマン           | アメリカ合衆国の旗                | 94   | 俳優・ミュージシャン         |
| 12月 | 20日     | 田中和実                           | 日本の旗                          | 56   | 声優                         |
| 12月 | 20日     | 田中徳三                           | 日本の旗                          | 87   | 映画監督                     |
| 12月 | 27日     | イェジー・カヴァレロヴィチ         | ポーランドの旗                    | 85   | 映画監督                     |

主な出典:「2007年 映画界物故人」『キネマ旬報』2008年（平成20年）2月下旬号、キネマ旬報社、2008年、206 - 207頁。